# Erik Burgdoerfer
Erik Burgdoerfer, född 11 december 1988, är en amerikansk professionell ishockeyback som är kontrakterad till NHL-organisationen Buffalo Sabres och spelar för deras primära samarbetspartner Rochester Americans i American Hockey League (AHL). Han har tidigare spelat på lägre nivåer för Oklahoma City Barons och Hershey Bears i AHL, Bakersfield Condors och South Carolina Stingrays i ECHL och RPI Engineers (Rensselaer Polytechnic Institute) i National Collegiate Athletic Association (NCAA).
Burgdoerfer blev aldrig draftad av någon NHL-organisation.

## Statistik
| 2005–2006   | New York Apple Core      | EJHL        | 45  | 6  | 10 | 16 | 60  | —  | — | — | — | —  |
| 2006–2007   | RPI Engineers            | NCAA        | 23  | 1  | 1  | 32 | 32  | —  | — | — | — | —  |
| 2007–2008   | RPI Engineers            | NCAA        | 32  | 2  | 3  | 5  | 47  | —  | — | — | — | —  |
| 2008–2009   | RPI Engineers            | NCAA        | 35  | 3  | 2  | 5  | 108 | —  | — | — | — | —  |
| 2009–2010   | RPI Engineers            | NCAA        | 39  | 1  | 6  | 7  | 51  | —  | — | — | — | —  |
|             | Bakersfield Condors      | ECHL        | 3   | 0  | 0  | 0  | 10  | —  | — | — | — | —  |
| 2010–2011   | Bakersfield Condors      | ECHL        | 68  | 2  | 14 | 16 | 50  | 4  | 1 | 0 | 1 | 2  |
| 2011–2012   | Bakersfield Condors      | ECHL        | 60  | 5  | 11 | 16 | 91  | —  | — | — | — | —  |
| 2012–2013   | Bakersfield Condors      | ECHL        | 71  | 4  | 17 | 21 | 67  | —  | — | — | — | —  |
| 2013–2014   | Bakersfield Condors      | ECHL        | 67  | 11 | 11 | 22 | 70  | 16 | 1 | 5 | 6 | 18 |
|             | Oklahoma City Barons     | AHL         | 3   | 0  | 1  | 1  | 4   | —  | — | — | — | —  |
| 2014–2015   | Hershey Bears            | AHL         | 58  | 1  | 6  | 7  | 58  | 10 | 0 | 1 | 1 | 2  |
|             | South Carolina Stingrays | ECHL        | 3   | 0  | 0  | 0  | 2   | —  | — | — | — | —  |
| 2015–2016   | Hershey Bears            | AHL         | 74  | 6  | 14 | 20 | 59  | 21 | 0 | 4 | 4 | 18 |
| 2016–2017   | Buffalo Sabres           | NHL         | 1   | 0  | 0  | 0  | 0   | —  | — | — | — | —  |
|             | Rochester Americans      | AHL         | 22  | 0  | 7  | 7  | 24  | —  | — | — | — | —  |
| NHL totalt  | NHL totalt               | NHL totalt  | 1   | 0  | 0  | 0  | 0   | —  | — | — | — | —  |
| AHL totalt  | AHL totalt               | AHL totalt  | 157 | 7  | 28 | 35 | 145 | 31 | 0 | 5 | 5 | 20 |
| ECHL totalt | ECHL totalt              | ECHL totalt | 272 | 22 | 53 | 75 | 290 | 20 | 2 | 5 | 7 | 20 |
| NCAA totalt | NCAA totalt              | NCAA totalt | 129 | 7  | 12 | 19 | 238 | —  | — | — | — | —  |